# 葉謀彰
葉謀彰（1920年—2004年6月7日），祖籍浙江寧波鎮海庄市。葉庚年之子，葉謀遵之兄長。葉謀彰是新昌營造前董事，香港建築界及慈善界名人。1948年葉謀彰隨父親葉庚年遷居香港。1961年到1969年間從事銀行業務。於1972年加入新昌營造。多年來葉謀彰與父親及學友包玉剛、邵逸夫等均有捐助家鄉復建母校中興中學。2004年葉謀彰病逝於香港。

## 資料來源
1. ↑  新昌董事簡介
2. ↑  .   [2010-02-22]. （原始内容存档于2008-05-18）.
3. ↑  寧波幫庄市籍人士（第六頁） （页面存档备份，存于）

## 外部連結
- 新一代「葉氏家族」 （页面存档备份，存于）